# 球衣號碼
球衣號碼，有時被稱為背號、號碼，是各項體育運動（特別是團體運動）中識別運動員的一個重要系統，其數字主要會在球衣的前方或後方，有時球衣會附上球員的名字，讓裁判及其他在場上的運動員和觀賽者等人能分辨出是哪一位選手。在部份的體育比賽中，它代表了球員的位置。籃球、棒球等運動比賽的裁判，也會在制服上標示背號。

## 足球
足球在歷史上多年來使用1-11號作識別，而後備球員則使用12-16等等。首次出現足球員以球衣號碼作識別是在1928年8月25日兵工廠和切爾西穿著他們的球衣與週三（後來的）和斯旺西進行比賽。現今球員位置與相對的號碼並沒有強制的限定，但是通常多以1號為守門員，2-5號為，6-11號為中場及前鋒，更細分如下（代表球員以其在職業俱樂部所穿的號碼為準）：
- 1：守門員

代表球員：雅辛、卡西拉斯、布馮、諾伊爾、施治、大衛·迪基亞
- 2：右邊衛

代表球員：卡富、阿爾維斯、卡瓦哈爾、基爾·獲加
- 3：左邊衛

代表球員：卡洛斯、馬爾蒂尼、科爾
- 4：中後衛（歐陸）或防守中場（英國）

代表球員：拉莫斯、范戴克、馬克萊萊、維埃拉
- 5：中後衛（後防指揮官）

代表球員：貝肯鮑爾、卡納瓦羅、普約爾、費迪南德、胡梅爾斯、施丹、裘德·貝靈漢、哈利·麥佳亞
- 6：防守中場（歐陸）或中後衛（英國）

代表球員：沙維、赫迪拉、科斯切爾尼、蒂亞戈·席爾瓦
- 7：右翼鋒

代表球員：菲戈、碧咸、 C朗、孫興慜、薩卡、維尼修斯
- 8：全能中場（BOX TO BOX）

代表球員：杰拉德、蘭帕德、伊涅斯塔、克羅斯、布魯諾·費爾南德斯
- 9：中鋒（第一前鋒）

代表球員：羅納度、因扎吉、蘇亞雷斯、本澤馬、利雲度夫斯基、凱恩、占美·華迪、艾寧·夏蘭特
- 10：進攻中場（核心王牌）

代表球員：馬納當拿、普拉蒂尼、梅西、內馬爾、莫德里奇、 朗尼、馬古斯·拉舒福特、麥巴比
- 11：左翼鋒

代表球員：吉格斯、迪馬利亞、羅伊斯、 沙拿
自1958年世界杯足球賽起，每隊國家隊會先選出他們的23人球員名單，並由球員資歷或重要程度而先後自行挑選1-23號的球衣，1-11號通常會最早被選走。
然而有些球員有自己的偏好號碼，因此主力球員未必是1-11號，最為有名的例子是，他曾在及荷蘭國家隊穿著14號球衣上陣。
另一種極端情況下，1-11號不僅沒有主力球員先行選走，最後甚至變成被挑剩的號碼。例如2010年世界盃西班牙代表隊資歷最淺的年輕邊鋒佩德羅只能取得2號這最後一個空出且理應是屬於後衛的號碼，不過先選號碼的資深前輩阿爾比奧爾得知這種情況後便主動將自己的18號球衣（其在職業俱樂部中所穿的背號）與其交換。
在1993年，第一個引進新的號碼分配系統是英格蘭超級足球聯賽，球隊可按需求分配號碼給予球員。其後世界各地的主要聯賽亦跟隨。但部份聯賽限制不能使用大號碼（除非再沒有號碼可以使用，或用於預備組球員），例如西班牙甲組足球聯賽規定球會所屬一隊球員的球衣號碼不能大於25（守門員只能用1/13/25號）。在英格蘭，曾向足總申請（Patrick Mboma）使用70號球衣，但遭到足總拒絕。唯目前（2024年10月）在英格蘭超級聯賽 亦經常出現球會一隊球員身穿大號碼球衣，如效力曼徹斯特聯的安德烈·奧納納 身穿24號球衣、效力曼徹斯特城的菲爾·科頓 身穿47號球衣、效力利物浦的 特倫·亞歷山大-阿諾德 身穿66號球衣等等。其他聯賽則較為寬鬆，像意大利及葡萄牙足球聯賽不時看見大號碼的球員。例如葡萄牙門將（Vítor Baía）在使用99號球衣上陣。意大利联赛前AC米兰门将，多纳鲁马也身穿99号球衣。

## 籃球
- 国际篮球联合会規定旗下的比賽球衣號碼為4-15號，登錄的球員名單則有12名，從4開始是因為避免與3秒規則混淆（攻擊方在防守方限制區，也就是籃下逗留不能超過3秒，攻擊方進入防守方時球場會顯示3、2、1的倒記時信號）。Up to 2014, players in FIBA-organized competitions for national teams, including the Olympic Games, World Cup and Women's World Championship, had to wear numbers from 4 to 15. Under FIBA rules, national federations could also allow any numbers with a maximum of 2 digits for their own competitions; this rule also applied in transnational club competitions, most notably the Euroleague.[3]At present, players are allowed any numbers from 1 to 99, additionally 0 and 00.[4]
- 在不少的美國大學及高中的籃球球隊，可以使用0、00、1-5、10-15、20-25、30-35、40-45、50-55，而6-9的數字不能選擇，至於美國職業籃球聯賽則沒有限制，但是如要申請56或以上的號碼，則要向聯盟提出申請。
- 從2014年開始，FIBA就開放0-99以及00號碼，讓參與賽事的球員自由選擇。

## 棒球
在早期的美國職棒大聯盟比賽中，曾經以這個方法定下球衣號碼，首八名的先發球員以1-8定下，而9號為後備捕手，其餘的先發投手為10、11、12及14（但有些球員會使用13），而其餘球員將會使用15-26，隨時間的改變，號碼的規則已經更變，不時看見在主力球員穿著大號碼球衣。雖然大聯盟沒有超過100號的球員，但是在日本職棒有時出現大於100號的球員登場，不過自2006年球季起，大會規定只限於育成球員使用。除此之外，在日本職棒的吉祥物球衣號碼有時會超越千號。
在學生棒球中，比賽時常有固定的編號，球隊的隊長為10號，先發球隊通常會依守備位置付予固定號碼1號至9號以方便辨識守備位置，總教練為30號，一般教練則配27號、28號與29號。
號碼與守備位置關係如下：
- 1號：投手
- 2號：捕手
- 3號：一壘手
- 4號：二壘手
- 5號：三壘手
- 6號：游擊手
- 7號：左外野手
- 8號：中外野手
- 9號：右外野手

中華職棒對於球衣號碼方面，聯盟規章僅明文記載：「比賽時，應穿著統一規定背號之球服」。La New熊隊（今樂天桃猿隊），以球迷作為棒球場上最佳第10人的概念，首先將10號保留成為球迷專屬號碼，而這種背號「永久欠番」的概念也從2015年開始為統一獅隊所採用，以1號作為球迷專屬號碼並推出「Hero英雄球衣」，以上兩隊所有球員及教練在選擇背號時，均應禮讓球迷專屬的號碼。
中華職棒在2020年富邦悍將背號84號的王詩聰在一軍出賽後，0-99、00、01（相當於101號，1992味全龍鮑勃、1997-1999年三商虎和2000、2002統一獅利多曾經使用）共102個號碼均已出現在一軍比賽場上。

## 美式足球
美式足球的比賽，球衣號碼會很清楚在球員的胸前看見。在國家美式足球聯盟中為了更有效地管理球證的裁決，因此在1973年4月5日起決定在以後的球季，規定所有球員根據其位置穿著指定數字的球衣號碼。
- 四分衛、踢球員和棄踢員：1–19
- 外接員：10–19，80–89
- 跑鋒和防守後衛：20–49
- 進攻線球員：50–79
- 線衛：50–59 及 90–99
- 防守線球員：60–79 及 90–99
- 邊鋒：80–89，如果其他號碼已被選走則使用40–49
- 0和00禁止使用

在2004年球季起，NFL批准外接員可以穿著10-19號球衣，因為事前曾經有球隊因為80-89號球衣全被用掉，而被迫使用別的球衣號碼。
在大學美式足球（NCAA）的比賽中，只有進攻線球員才被規定穿著50-79號的球衣號碼（因為要確定他們在位置上作賽），而其他球員不受到任何限制因此造成了球員的主力使用細少號碼的數字，反而在NFL使用細小數字的踢球員和棄踢員會使用較大的數字。

## 
在橄欖球的比賽中，正選球員根據位置，穿著指定的球衣號碼，聯盟式橄欖球和聯合式橄欖球有不同的球衣系統，例外的是超級欖球聯賽，因為它們跟隨足球比賽，可自由決定號碼。
聯合式橄欖球球衣號碼系統：
前鋒
1：Loosehead Prop
2：勾球前鋒（Hooker）
3：Tighthead
4和5：閉鎖前鋒（Second Row 或 Lock）
6：翼鋒（Blindside Flanker）
7：大邊側翼鋒（Openside Flanker）
8：八號前鋒（Number 8）
後衛
9：半分衛（Scrum Half）
10：傳接鋒（Fly-half）
11：左翼鋒（Left Wing）
12：內中鋒（Inside Centre）
13：外中鋒（Outside Centre）
14：右翼鋒（Right Wing）
15：殿衛（Fullback）
聯盟式橄欖球球衣號碼系統：
後衛
1：殿衛（Fullback）
2：右翼鋒（Right Wing）
3和4：中鋒（Centre）
5：左翼鋒（Left Wing）
7：半分衛（Scrum Half）
前鋒
6：Stand-Off
8和10：支柱前鋒（Prop）
9：勾球前鋒（Hooker）
11和12：閉鎖前鋒（Second Row 或 Lock）
13：Loose Forward

## 板球
在1999年的板球世界杯的比賽中開始使用，1號代表了球隊的隊長，而其餘球員則輪流使用2-13號，其餘比賽則沒有任何限制，例如是一日板球賽以及是其他的比賽方式，可以自由選擇1-99號球衣。

## 其他運動
其餘使用球衣號碼包括了冰上曲棍球、曲棍球、手球、澳式足球、壘球、排球等，但大多數的比賽沒有受到任何的限制，也不是與其球員的位置而固定了號碼。而田徑運動、自由車及桌球等運動則是將參賽選手的流水號印在布面上，於比賽時才別在運動員的上衣，而不是繡或印在衣服上。賽車運動則將流水號貼於車身。

## 參看
- 退休號碼

## 註解
1. ↑  .   [2007-04-05]. （原始内容存档于2008-05-14）.
2. ↑  NUMBERS UP FOR NEW BOY MBOMA, 4thegame.com 的存檔，存档日期2007-10-16.
3. ↑  Official Basketball Rules 2008, FIBA, Art. 4.3.2
4. ↑  Official Basketball Rules 2014, FIBA, Art. 4.3.2
5. ↑  .   [2007-04-04]. （原始内容存档于2011-05-14）.
6. ↑  Rugby Union Playing Guide （页面存档备份，存于） thisis-rugby.com
7. ↑  Rugby League Playing Guide （页面存档备份，存于） thisis-rugby.com